# William Carlucci
William Carlucci, född den 3 juni 1967 i Rye Brook, New York, är en amerikansk roddare.
Han tog OS-brons i lättvikts-fyra utan styrman i samband med de olympiska roddtävlingarna 1996 i Atlanta.